# プブリウス・ルティリウス・ルプス
プブリウス・ルティリウス・ルプス（ラテン語: Publius Rutilius Lupus、- 紀元前90年）は紀元前2世紀後期・紀元前1世紀初期の共和政ローマの政治家・軍人。紀元前90年に執政官（コンスル）を務めた。

## 出自
ルプスは無名のプレブス（平民）であるルティリウス氏族の出身である。氏族が記録に登場するのは紀元前2世紀になってからのことである。氏族最初の執政官はプブリウス・ルティリウス・ルフスで、紀元前105年のことであった。
カピトリヌスのファスティによると、ルプスの父も祖父も、プラエノーメン（第一名、個人名）はルキウスである。またルプスとガイウス・マリウスが親戚同士であったことも知られている。マリウスはアルピヌム出身のノウス・ホモ（父祖に高位官職者をもたない新人）であったが、紀元前2世紀末から紀元前1世紀初頭にかけて、ローマで最も有力な政治家であった。

## 経歴
ルプスは紀元前90年に氏族としては二人目の執政官に就任するが、それ以前の経歴は不明である。しかしウィッリウス法の規定から逆算して、遅くとも紀元前93年にはプラエトル（法務官）を務めたはずである。同僚執政官はパトリキ（貴族）のルキウス・ユリウス・カエサルであった。
執政官選挙後の紀元前91年末、イタリア内のローマの同盟都市が反乱を起こした（同盟市戦争）。このため、両執政官の主たる任務は、この戦争でローマ軍の司令官を務めることであった。ルプスは北方を担当することとなった。アッピアノスはルプスの下で戦った将軍たちを列挙している。ガイウス・マリウス、クィントゥス・セルウィリウス・カエピオ、ガイウス・ペルペルナ、グナエウス・ポンペイウス・ストラボ、ウァレリウス・メッサッラの名前が挙げられている。一方で南方を担当したカエサル隷下の将軍たちは、ルキウス・コルネリウス・スッラ、ティトゥス・ディディウス、プブリウス・リキニウス・クラッスス、マルクス・クラウディウス・マルケッルスといった名前が並ぶ。この顔ぶれは当時のローマの政局を反映しており、マリウス派がルプスの下に集まり、反マリウス派がカエサルの下に集ったのであろう。
ただし、ルプスと隷下の将軍たちの関係は良くなかった。ルプスは最も有能な軍人であるマリウスの助言に従わなかった。ルプスは徴集された新兵たちを野営地で訓練することを望まず、直ちに敵に向かわせた。ペルペルナが率いた部隊はマルシ人に敗北した。この敗北の後、ルプスはペルペルナを解任した。ルプスは軍をアルバ・フセンスの街に移動させたが、途中トレン川でティトゥス・ウェティス・スカトが率いるマルシ軍の待ち伏せ攻撃を受けた。マルシ軍はローマ軍に橋をわたらせ、その直後に攻撃をかけて川に追い落とした。多くのノビレス（新貴族）も含め、8,000人が戦死した。ルプス自身も頭に矢を受けて負傷し、ほどなく死亡した。オウィディウスによると、戦闘があったのは6月10日であった。
戦死したルプスと貴族たちの葬儀がローマで行われたが、これは市民の落胆を引き起こした。元老院はそれ以来、戦死者は戦場近くに埋葬するように決定した。

## 子孫
紀元前56年に護民官、紀元前49年に法務官を務めたプブリウス・ルティリウス・ルプスは息子と思われる。

## 参考資料

### 古代の資料
- アッピアノス『ローマ史』
- カピトリヌスのファスティ
- カッシウス・ディオ『ローマ史』
- オロシウス『異教徒に反論する歴史』

### 研究書
- Bedian E. Zepion and Norban (Notes on the Decade of 100-90 BC) // Studia Historica. - 2010. - number the X . - S. 162-207 .
- Korolenkov A., Smykov E. Sulla. - M .: Molodaya gvardiya, 2007 .-- 430 p. - ISBN 978-5-235-02967-5 .
- Broughton R. Magistrates of the Roman Republic. - N. Y. , 1952. - Vol. II. - P. 558.
- Münzer F. Rutilius // Paulys Realencyclopädie der classischen Altertumswissenschaft . - 1914 .-- T. II, 1 . - S. 1247 .
- Münzer F. Rutilius 26 // Paulys Realencyclopädie der classischen Altertumswissenschaft . - 1914 .-- T. II, 1 . - S. 1266-1267 .
- Münzer F. Rutilius 27 // Paulys Realencyclopädie der classischen Altertumswissenschaft . - 1914 .-- T. II, 1 . - S. 1267-1268 .